# Warrick család
A Warrick család a Csillagok háborúja elképzelt univerzumának a legismertebb ewok családja.

## Leírásuk
A Warrick család tagjai az ewokok fajába tartoznak. Ezek az evokok, akár a többi fajtársaik, az Endor bolygó erdőholdján születtek és éltek. A Világos fa falu (Bright Tree Village) településfa lakosai. Testüket barna szőrzet borítja, néhányuk arca és hasi része fehéres. Szemszínük fekete. Az ewokokra jellemző csuklyákat viselnek, Erpham Warrick csuklyájából karmok lógnak.
E családnak hét-nyolc tagját ismerjük: az ős Erphamot, Wicketnek és testvéreinek a dédnagyapját, a szüleiket Deejet és Shodut, valamint Wicket testvéreit; Weecheet, Willyt és húgát, Windát. Később pedig, mint Wicket felesége, Kneesaa a Jari Kintaka hercegnő is ez ewok családhoz csatlakozik.

## Megjelenése a filmekben, rajzfilmekben, könyvekben
Ennek az ewok családnak a tagjait „A jedi visszatér” című filmben láthatjuk először, ahol Wicket rábukkan az elájult Leia hercegnőre; ebben a filmben Widdle is szerepel. Ezek a bátor és hűséges ewokok még két TV filmben is szerepelnek: „A bátrak karavánja” (The Ewok Adventure) és a „Harc az Endor bolygón” (Ewoks: The Battle for Endor) címűekben. Ezek mellett rajzfilmekben és képregényekben is láthatjuk, illetve olvashatunk róluk és kalandjaikról.

## Fordítás
- Ez a szócikk részben vagy egészben a Warrick family című Wookieepedia-szócikk fordítása. Az eredeti cikk szerkesztőit annak laptörténete sorolja fel.